# CD 레가네스 C
CD 레가네스 C(스페인어: Club Deportivo Leganés, S.A.D. C)는 스페인의 축구 클럽이다. 또한 CD 레가네스의 리저브팀으로 활동 중이다.